# Ricardo Matias Verón
Ricardo Matias Verón (22 januari 1981, Santa Fe) is een Argentijns voetballer die onder contract staat bij het Griekse PAOK Saloniki.
Verón begon zijn profcarrière bij San Lorenzo in de Primera División Argentinië in 1999. In 2001 werd hij verkocht aan het Italiaanse Reggina. In die contractperiode werd hij verhuurd aan Salernitana in Italië, aan Lanús en San Lorenzo in Argentinië, en Serie B-club FC Crotone. Hij speelde ook voor Siena dat de transferrechten deelde met Reggina.
Op 22 januari 2008, toevalligerwijs zijn verjaardag, tekende Verón (op huurbasis) bij PAOK Saloniki. Na een behoorlijk succesvolle zes maanden, kwam PAOK tot overeenstemming met Siena over een definitieve transfer. Ricardo Verón tekende in de zomer van 2008 een contract voor drie jaar. Hij werd een van de belangrijkste spelers op het middenveld van de Grieken en was een van de spelers met de meeste wedstrijden in zijn eerste seizoen. In de zomer van 2010 verhuisde hij naar OFI Kreta